# Miquel Rué i Rubió
Miquel Rué i Rubió (Cervià de les Garrigues, Lleida, 27 de desembre de 1864 - Tarragona, 13 de novembre de 1926) fou un sacerdot i musicòleg català.
Va fer tota la carrera eclesiàstica en el Seminari de Tarragona, i tingué per mestre en els estudis musicals l'organista Ramon Bonet Vallverdú que en aquell temps era titular de la Catedral tarragonina. Acabats els estudis, Rué fou nomenat mestre de capella de la Catedral de Girona, i passà després a desenvolupar el mateix càrrec en la de Tarragona, on succeí al mestre Rafael Maneja, de 1919 a 1926.
Entusiasta del cant gregorià, a ell se li deuen en gran part el predomini que aquest assolí en poc temps en la diòcesi de Girona, i contribuí molt a formar la seva cultura musical l'estudi que feu de la rica biblioteca del musicòleg gironí Joan Carreras i Dagàs.
També fou amant decidit de les cançons populars, de les que assoli recollir un gran nombre en la comarca de Girona. Entre les seves publicacions més notables, cal mencionar: La reforma de la música religiosa (Girona, 1901), i Cant gregorià; Cooperació a l'edició vaticana dels Llibres de Cant Litúrgic (Girona, 1905).
De Miquel Rué s’han conservat tres documents d’inventari del fons musical de Tarragona (TarC). El primer consisteix en una “Llibreta / que conté / les Obres Musicals / del / Arxiu de la Catedral / de TARRAGONA”, al terme de la qual hi consta “Catalogat per Miquel RUE”. Es tracta d’una llibreta mecanoscrita, de 18 pàgines, amb una relació de 140 obres, on predominen autors coetanis de Rué, però on també hi figuren algunes obres de J. Picañol, A. Milà i B. Bruguera, al costat d’un llarg llistat de composicions de R. Maneja.
Es conserven dos llistats més que es poden atribuir igualment a Miquel Rué. Un d’ells consisteix en una relació de 140 obres, en 4 pàgines mecanoscrites sota el títol “Obres del Arxiu / de la / Catedral / de / Tarragona”, entre les quals apareixen també algunes obres de J. Picañol, A. Milà i B. Bruguera, autors revalorats dels segles xvi i xvii –G. P. da Palestrina, O. Lassus, T. L. de Victoria i H. Schütz–, literatura musical eclesiàstica italiana i alemanya de finals del segle xix i principis del XX, i obres de Rafael Maneja, Miquel Rué i Salvador Ritort, organista de la catedral entre 1914 i 1955.
L’altre llistat duu el títol de “Catálec de les obres / del / Arxiu Musical / de la / Catedral / de / Tarragona”. Es tracta d’un llibre d’inventari, incomplet, que conté les obres agrupades per gèneres i distribuïdes en 132 carpetes numerades. La seva confecció també deuria ser obra de Miquel Rué; posteriorment, Salvador Ritort hi afegí a llapis un llistat de les seves obres.